# Pintyfélék

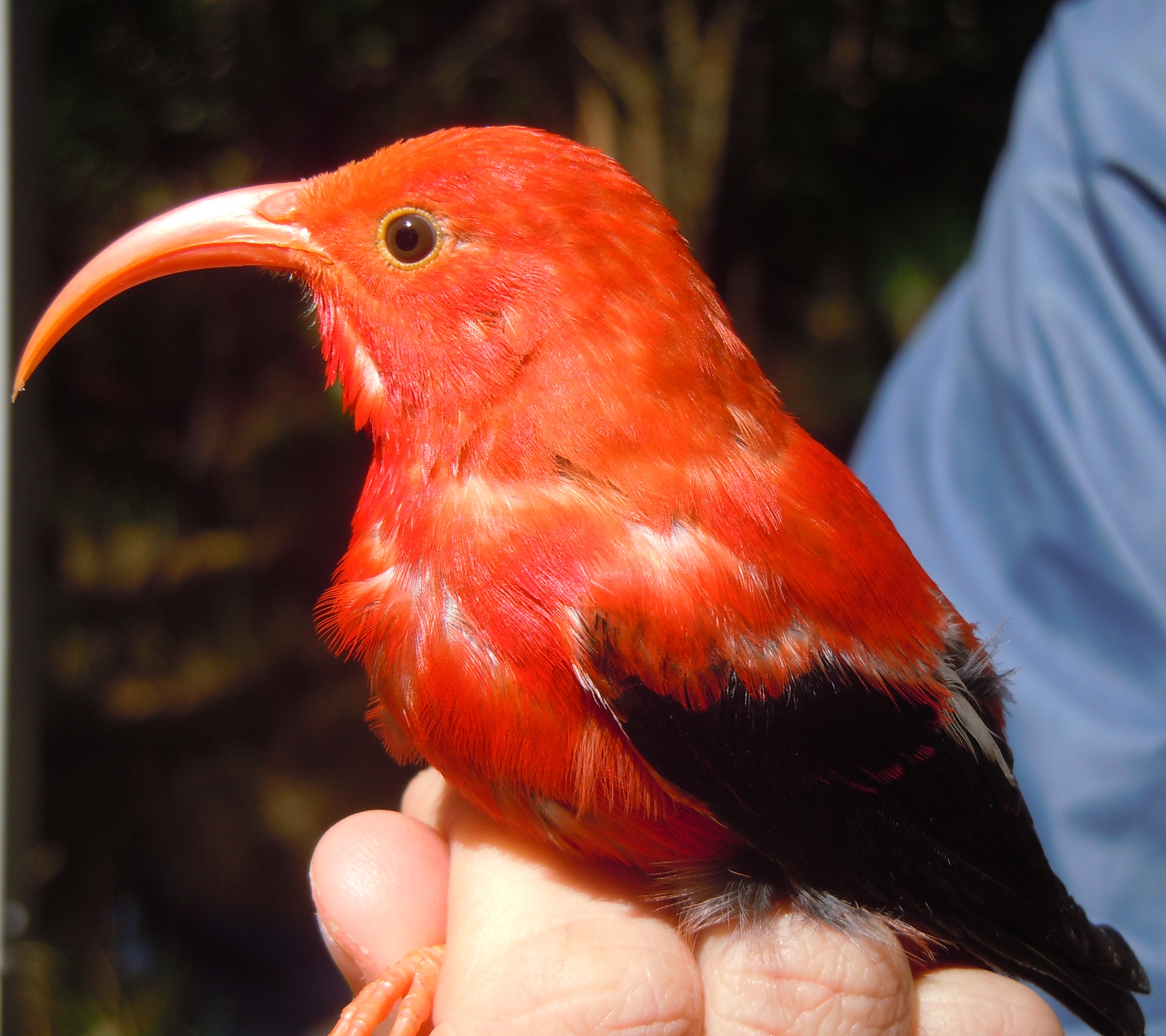
skarlátgyapjasmadár (Vestiaria coccinea)

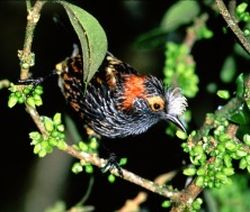
Pirosnyakú gyapjasmadár (Palmeria dolei)

A pintyfélék (Fringillidae) a madarak osztályának verébalakúak (Passeriformes) rendjébe tartozó család. 3 alcsalád, 22 nem és 174 faj tartozik a családba.

## Megjelenésük
Csőrük rövid, többnyire kúpos, de félgömb alakú is lehet. Egyik-másik faj (meggyvágó) csőre rendkívül erős; a madár egészen kemény magvakat is fel tud törni vele. Mivel magevők, nyelőcsövük beggyé tágult. Csüdjük csak elöl pikkelyes, az ujjakkal együtt középhosszú, meglehetősen erős. A csüd két oldalát összefüggő szarulemezek borítják, amelyek hátul éles gerincben kapcsolódnak össze. Legtöbbjük 8–23 cm-es. A földön ugrálva haladnak, csak néhány fut. Az alakjuk rendkívül jellegzetes, valamennyi fajé hasonló. Általában színesek. Némelyik faj, mint például a pápapinty a legszebb díszpintyekkel is felveszi a versenyt. Többségükre jellemző az ivari kétalakúság, de például a szürke csicsörkére nem. A hímek általában jó énekesek, és egyes fajok tojóinak hangja is dallamgazdag. Kilenc elsőrendű evező- és tizenkét kormánytolluk van. Ősszel teljes tollazatukat levedlik.

## Elterjedés
A legkevesebb pintyfaj az Óvilág trópusain él. Az alakgazdagság Amerikában a legnagyobb. Az északi fajok általában vonulók. Nálunk tizenegy faj költ rendszeresen, hat téli vendégünk vagy átvonuló. Néhány további csak elvétve tűnik fel.

## Fiókák
A pintyfélék többnyire nyitott fészket építenek, a legkülönbözőbb magasságokban. A hím esetenként segít a tojónak fészket építeni. Legtöbbjük 3–5 zöldeskék, barnával spriccelt tojást rak, és ezeket a tojó költi ki – eközben a hím eteti őt. A tojások a 12–14. napon kelnek ki. A kicsik kezdetben vakok, és legfeljebb néhány pihéjük van, de gyorsan fejlődnek: 11–17 napos korukban repülnek ki. A pintyfélék fiókáikat elsősorban – néhány faj kizárólag – állati eredetű táplálékon nevelik fel.

## Rendszerezés
A családba az alábbi alcsaládok, nemek és fajok tartoznak:

### Pintyformák
A pintyformák (Fringillinae) alcsaládjába 1 nem tartozik:
- Fringilla – 8 faj

### Euphoniinae
Az Euphoniinae alcsaládba  2 nem tartozik:
- Euphonia
- Chlorophonia

### Kúpcsőrűek
A kúpcsőrűek (Carduelinae) alcsaládjába 31 nem tartozik:
- Mycerobas - 4 faj
- Hesperiphona  - 2 faj
- Coccothraustes - 1 faj
- Eophona - 2 faj
- Pinicola - 1 faj
- Pyrrhula - 7 faj
- Rhodopechys - 2 faj
- Bucanetes - 2 faj
- Agraphospiza - 1 faj
- Callacanthis - 1 faj
- Pyrrhoplectes - 1 faj
- Procarduelis - 1 faj
- Leucosticte - 7 faj
- Carpodacus - 26 faj
- Chaunoproctus - 1 faj
- Haematospiza - 1 faj
- Uragus - 1 faj
- Haemorhous - 3 faj
- Chloris - 6 faj
- Rhodospiza - 1 faj
- Rhynchostruthus - 3 faj
- Linurgus - 1 faj
- Crithagra - 37 faj
- Neospiza - 1 faj
- Linaria - 4 faj
- Acanthis - 3 faj
- Loxia - 7 faj
- Chrysocorythus - 2 faj
- Carduelis - 3 faj
- Serinus - 8 faj
- Spinus - 20 faj

### Hawaii gyapjasmadarak
A hawaii gyapjasmadarak alcsaládjába 17 nem tartozik.
- Melamprosops  – 1 faj
- Paroreomyza – 2 élő és 1 kihalt faj
- Oreomystis – 1 faj
- Telespiza – 2 élő és 2 régen kihalt faj
- Loxioides – 2 faj
- Rhodacanthis – 2 kihalt faj
- Chloridops – 1 kihalt faj
- Psittirostra – 1 faj
- Dysmorodrepanis – 1 kihalt faj
- Drepanis – 2 kihalt faj
- Vestiaria - 1 faj
- Ciridops – 1 történelmi időkben és 2 régen kihalt faj
- Palmeria – 1 faj
- Himatione – 2 faj
- Viridonia – 1 kihalt faj
- Akialoa – 4 történelmi időkben és 2 régen kihalt faj
- Hemignathus – 1 élő és 3 régen kihalt faj
- Pseudonestor – 1 faj
- Magumma – 1 faj
- Loxops – 4 élő és 1 kihalt faj
- Chlorodrepanis – 3 faj

## Képek

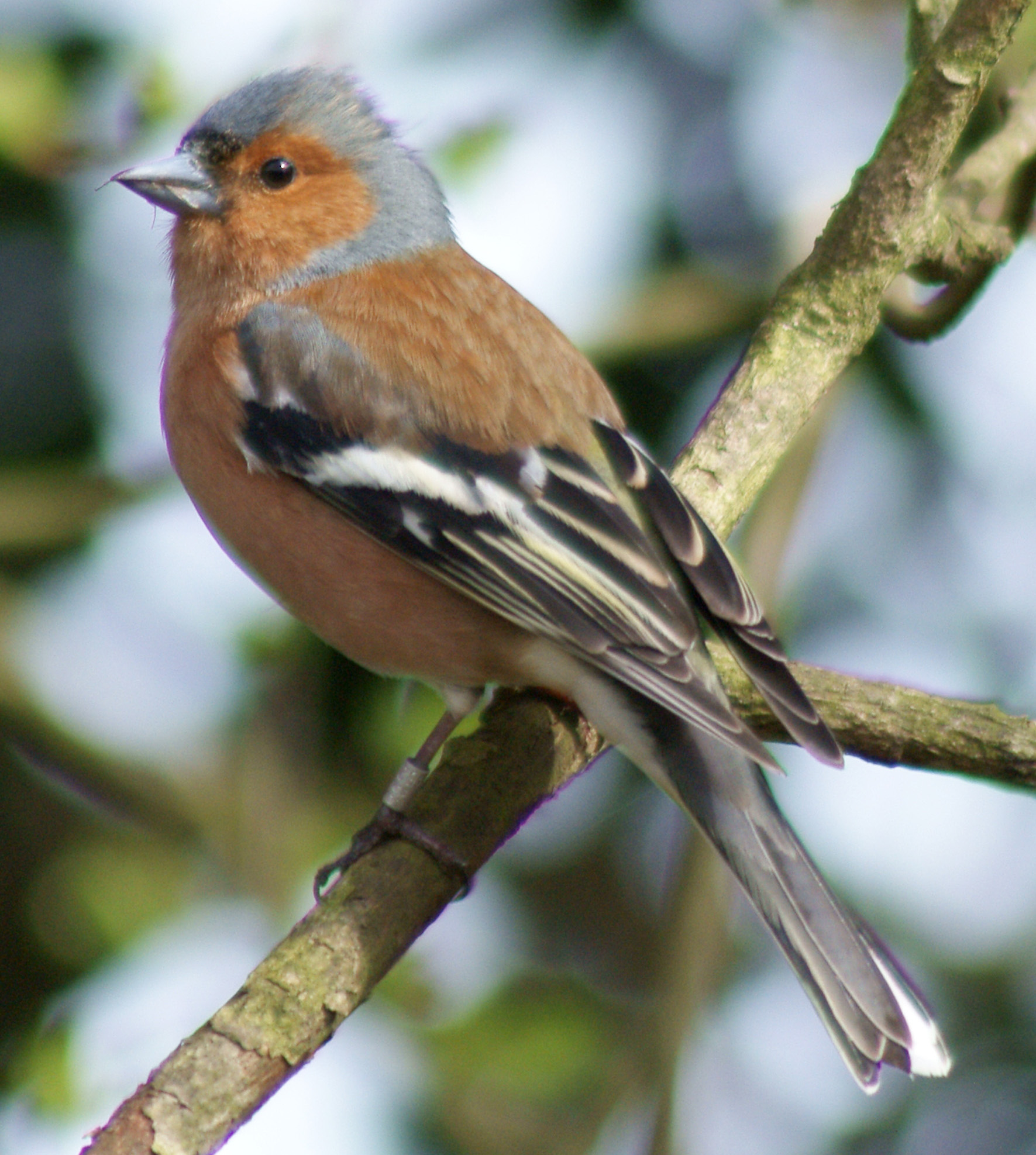
erdei pinty (Fringilla coelebs)
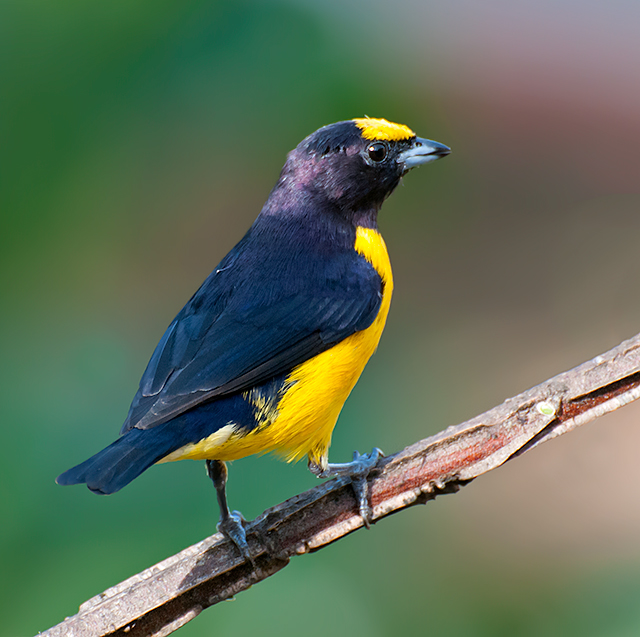
sárgahasú kántokmadár (Euphonia chlorotica)
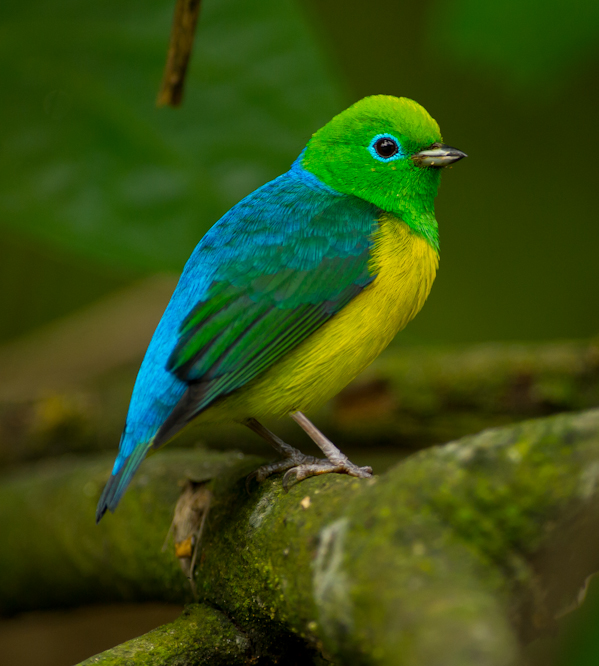
Chlorophonia cyanea
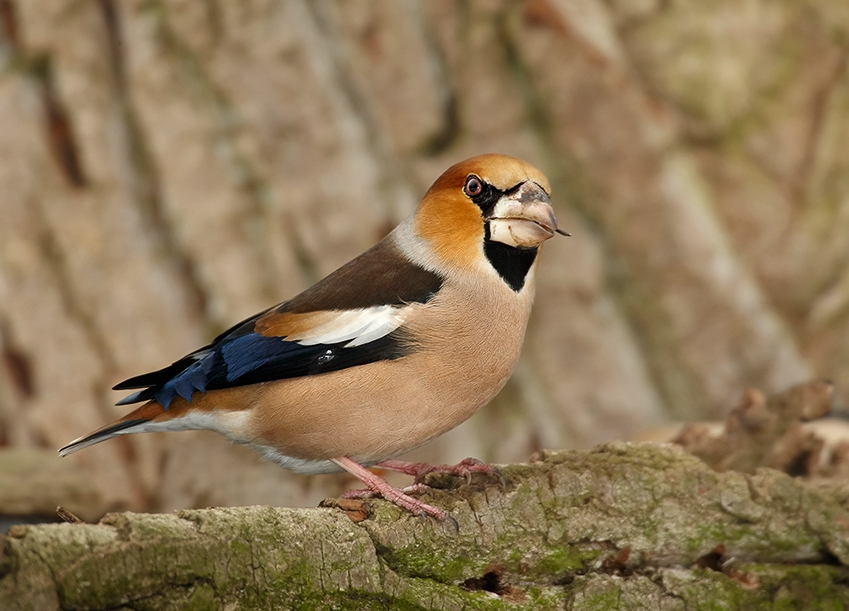
meggyvágó (Coccothraustes coccothraustes)
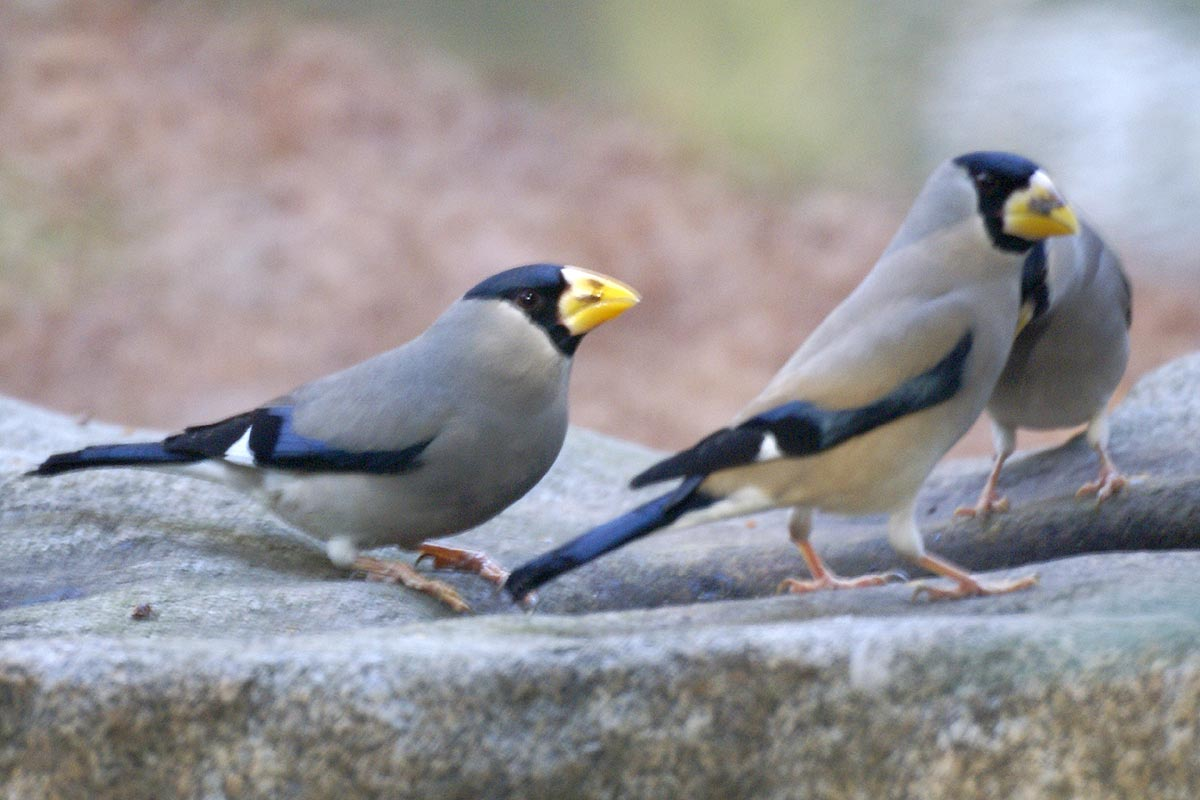
Álarcos meggyvágó (Eophona personata)
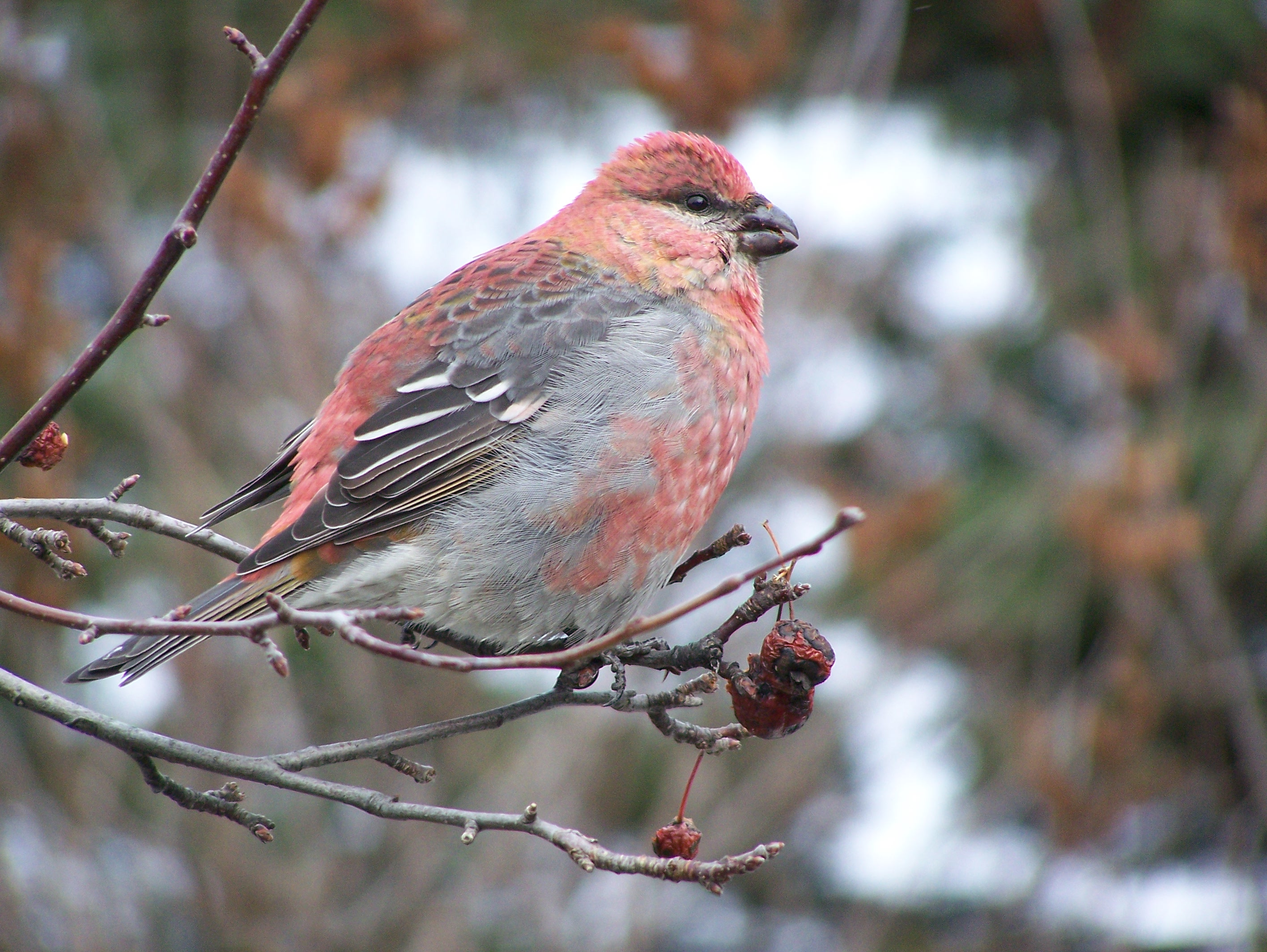
Nagy pirók (Pinicola enucleator)
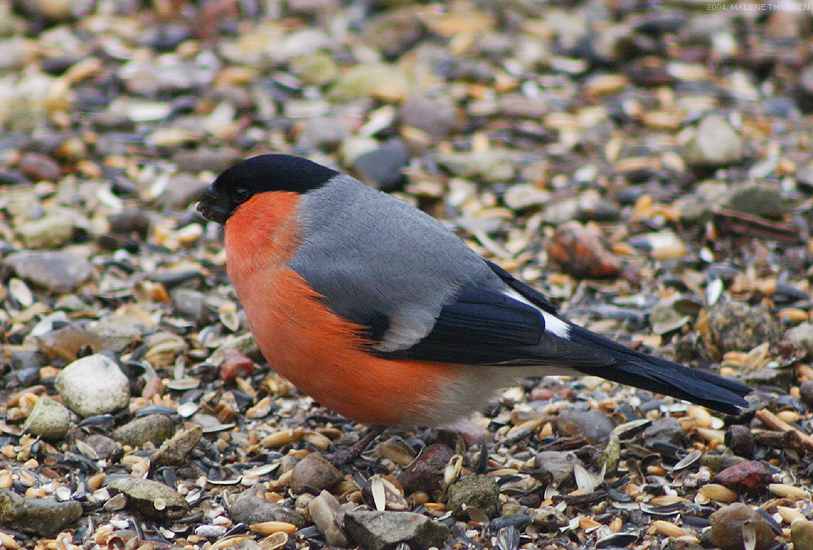
Süvöltő (Pyrrhula pyrrhula)
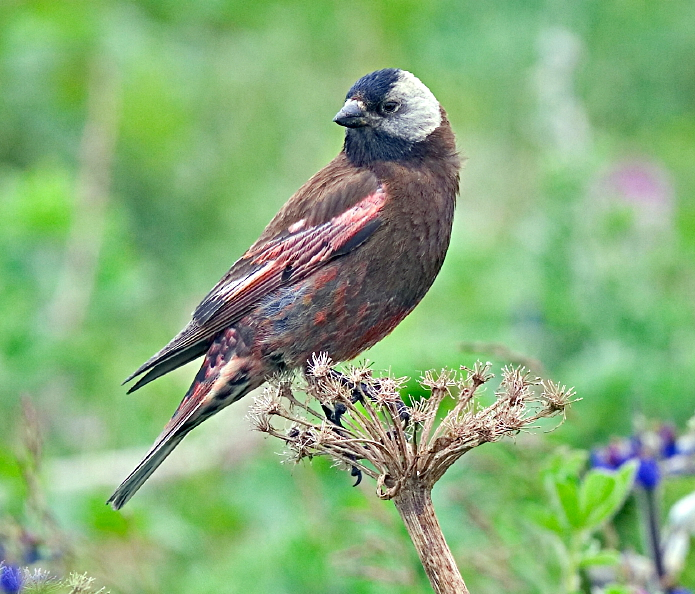
szürkearcú hópinty (Leucosticte tephrocotis)
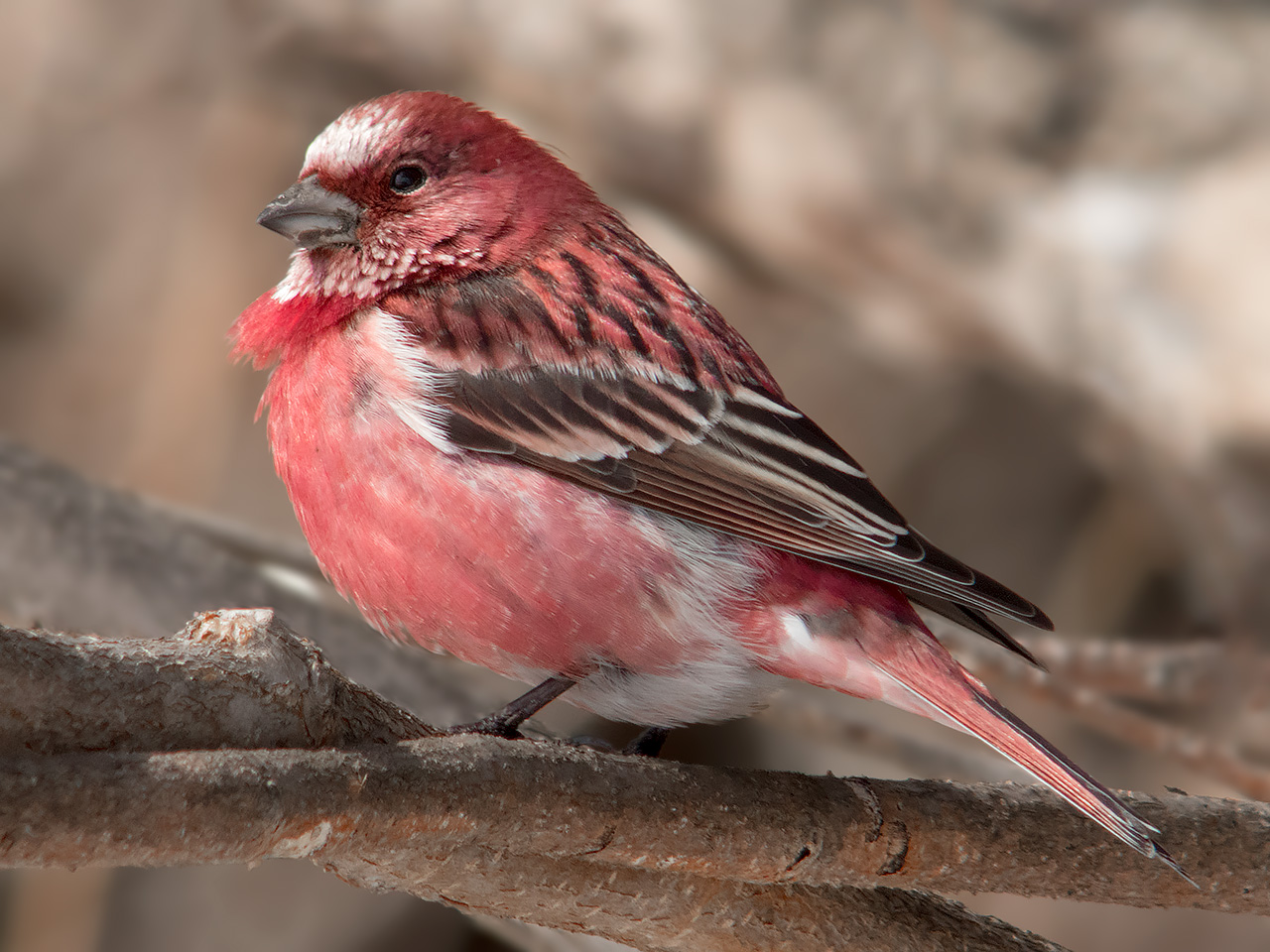
rózsás pirók (Carpodacus roseus)
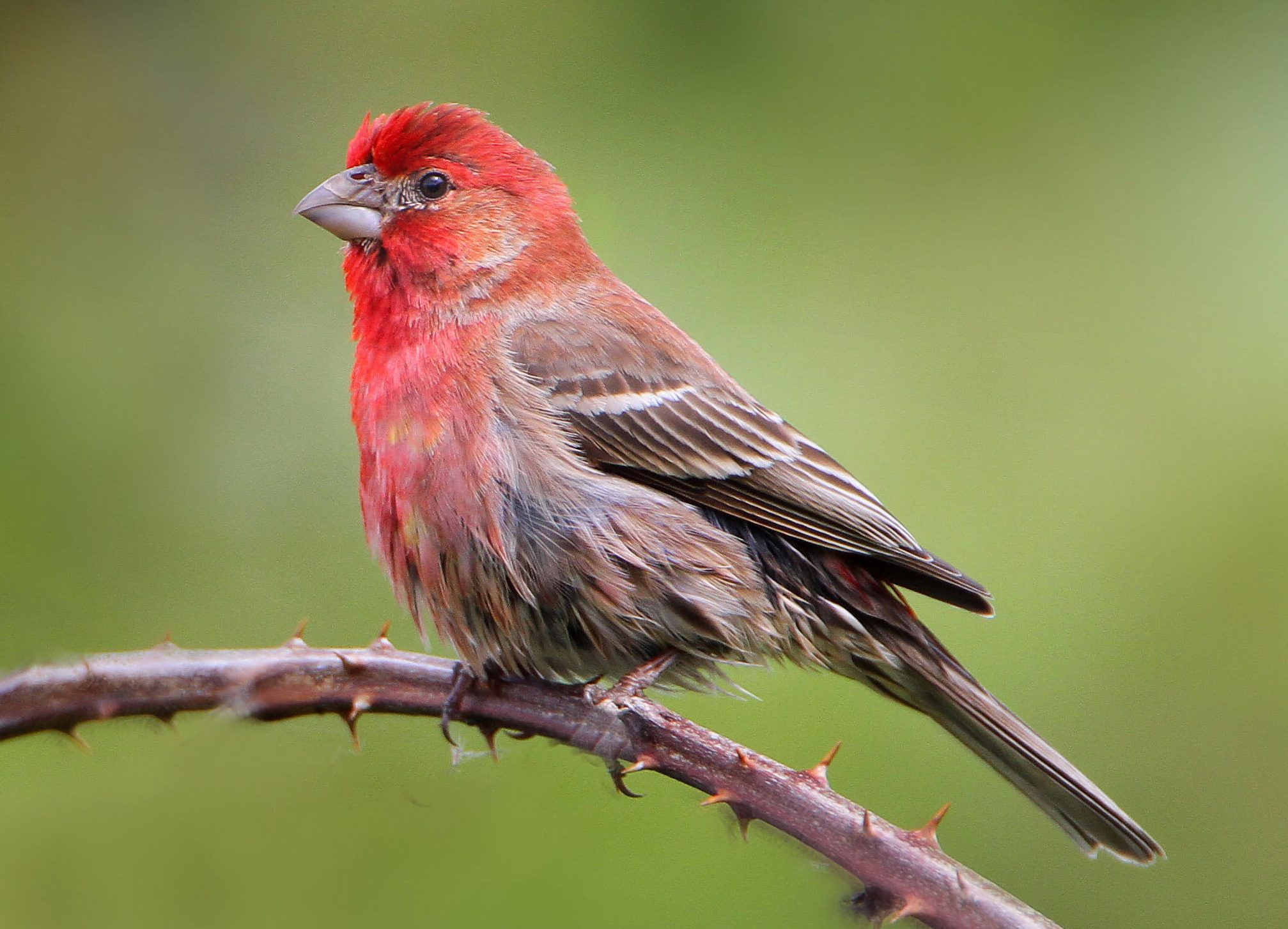
Házi pirók (Haemorhous mexicanus)
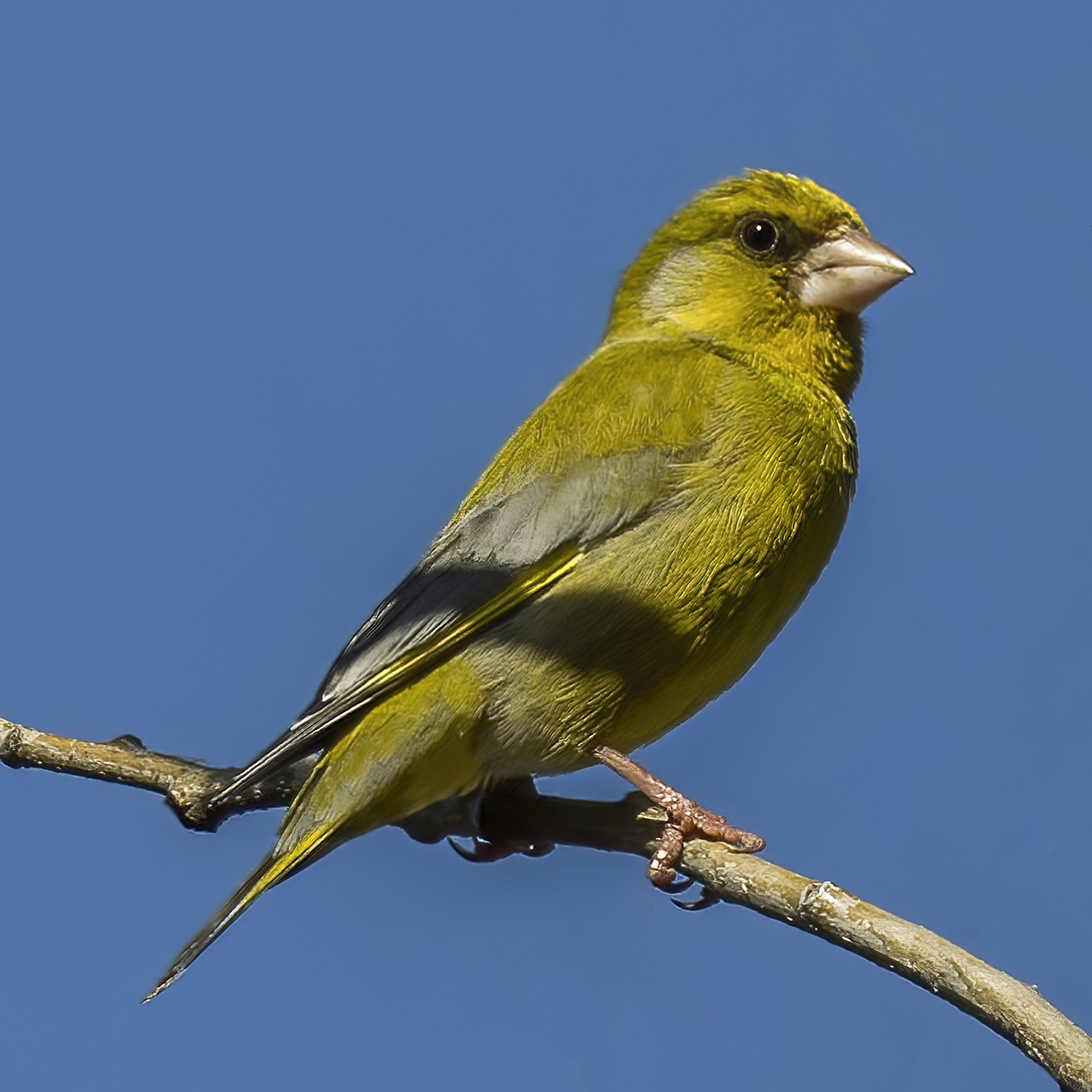
zöldike (Chloris chloris)
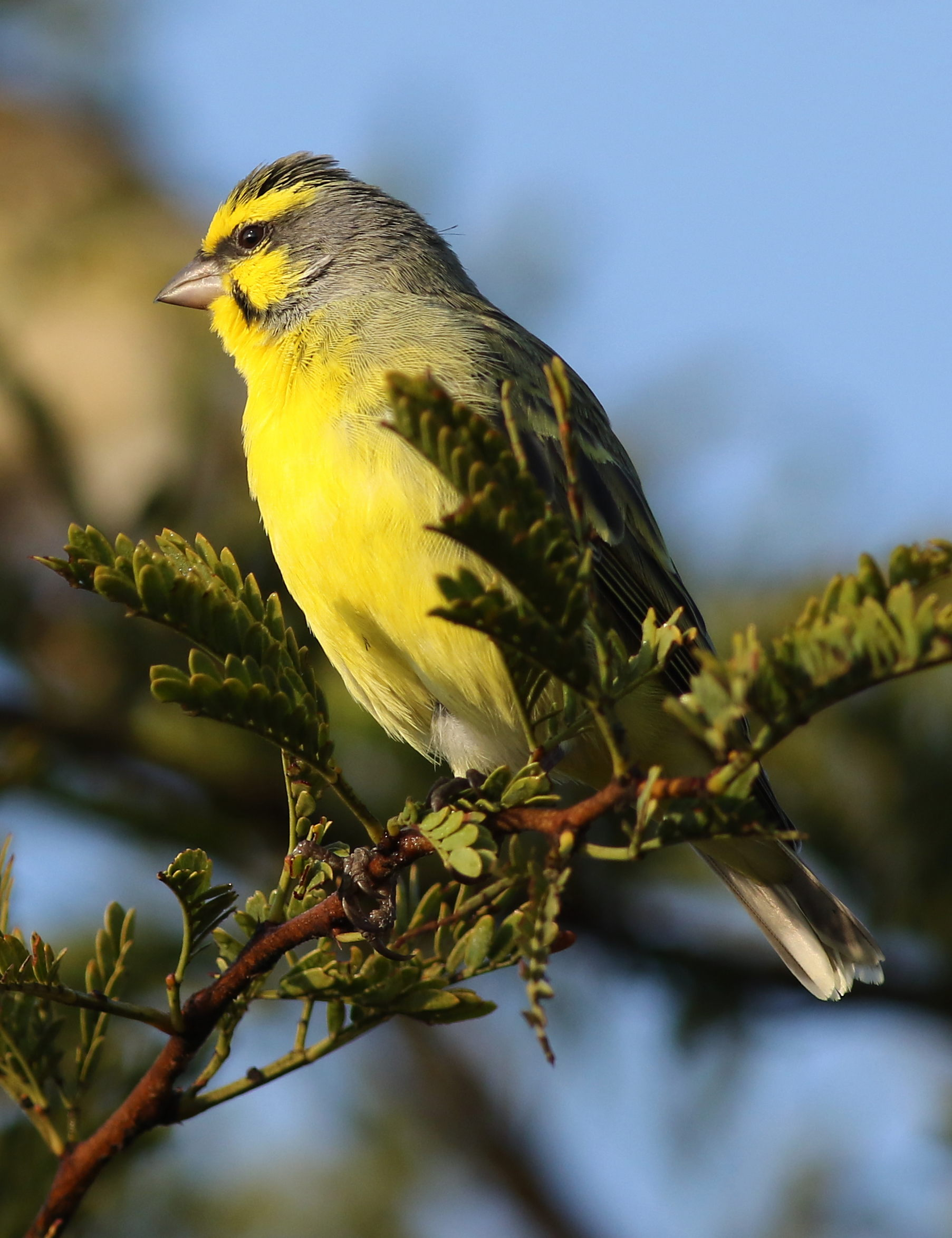
mozambiki csicsörke (Crithagra mozambica)
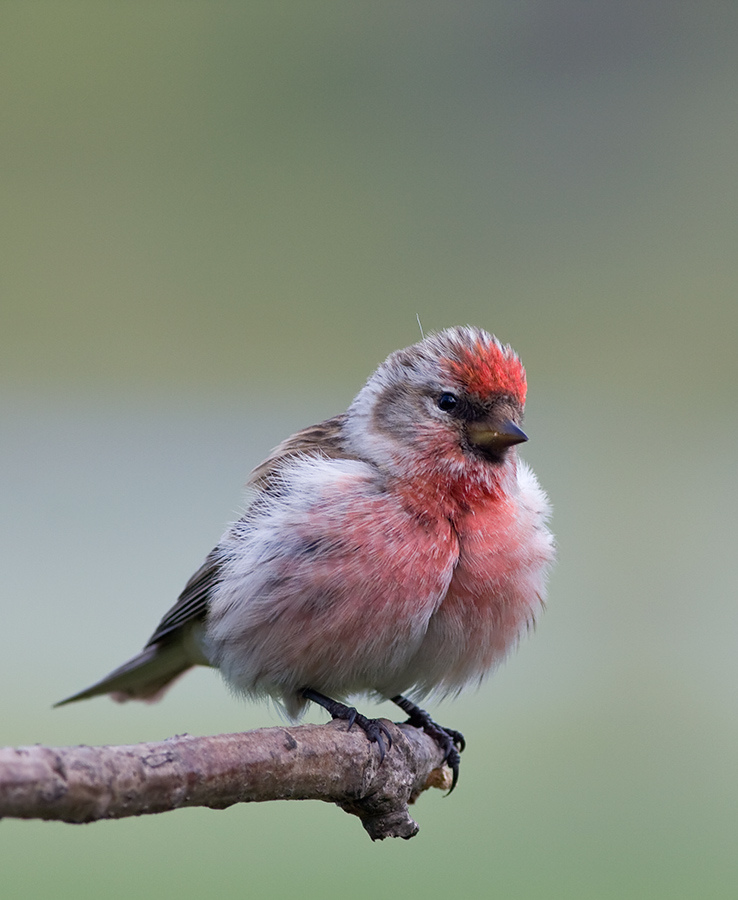
Barna zsezse (Acanthis cabaret)
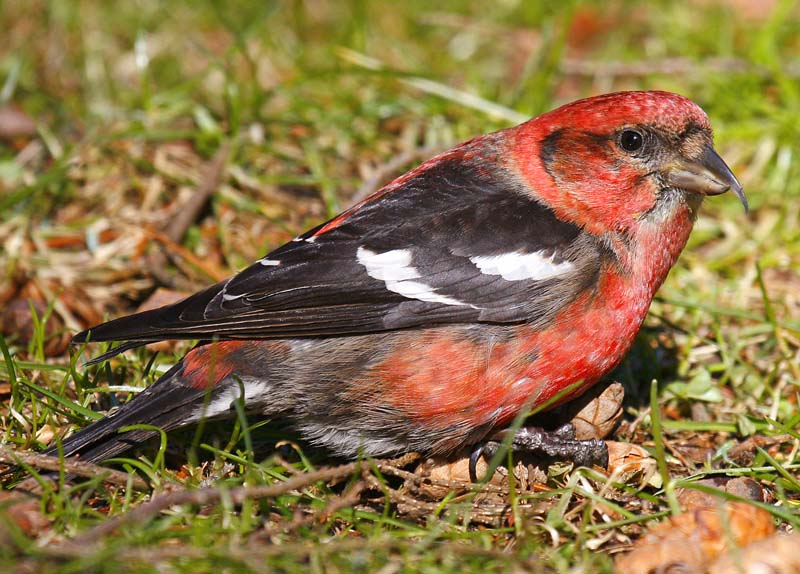
szalagos keresztcsőrű (Loxia leucoptera)
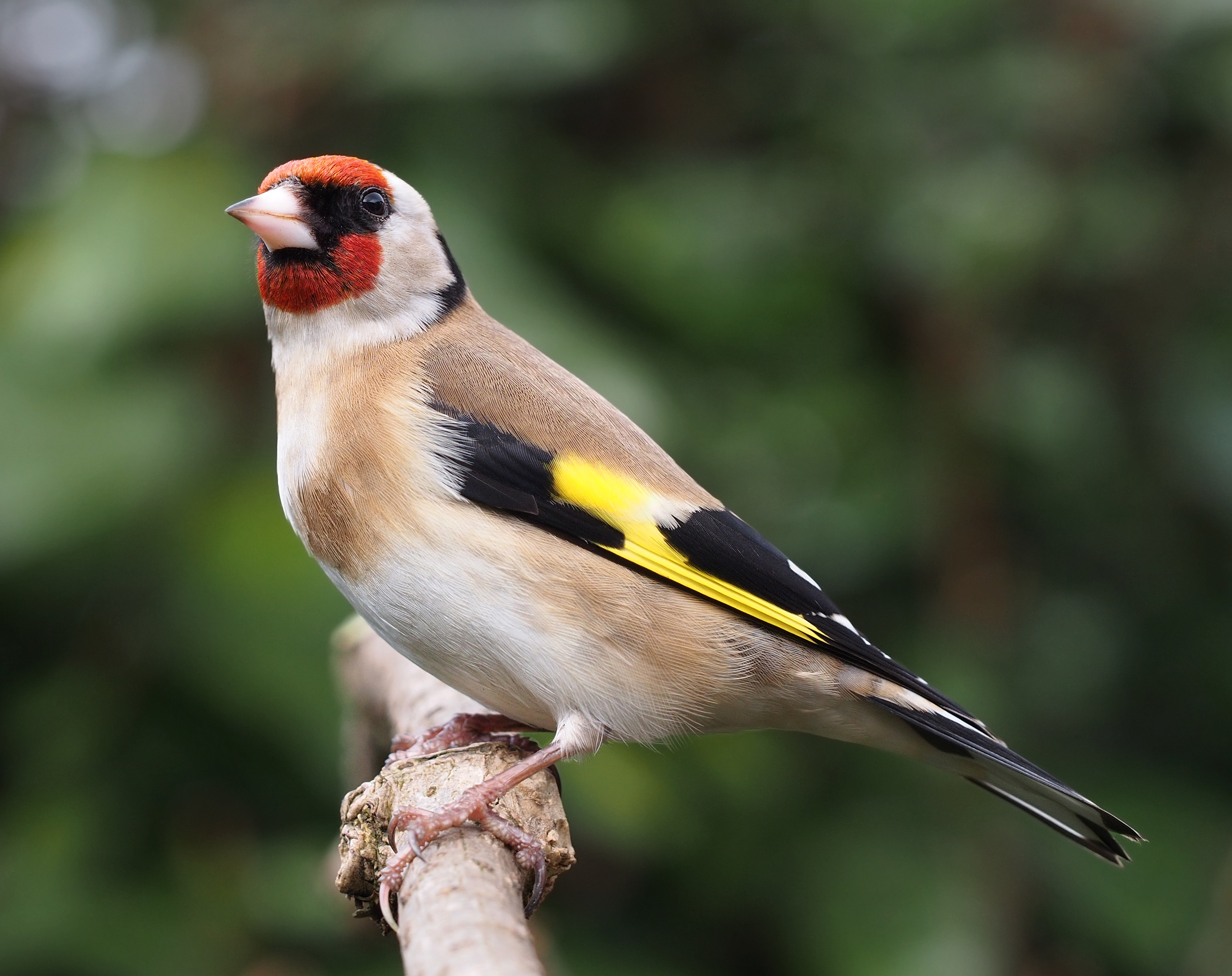
tengelic (Carduelis carduelis)
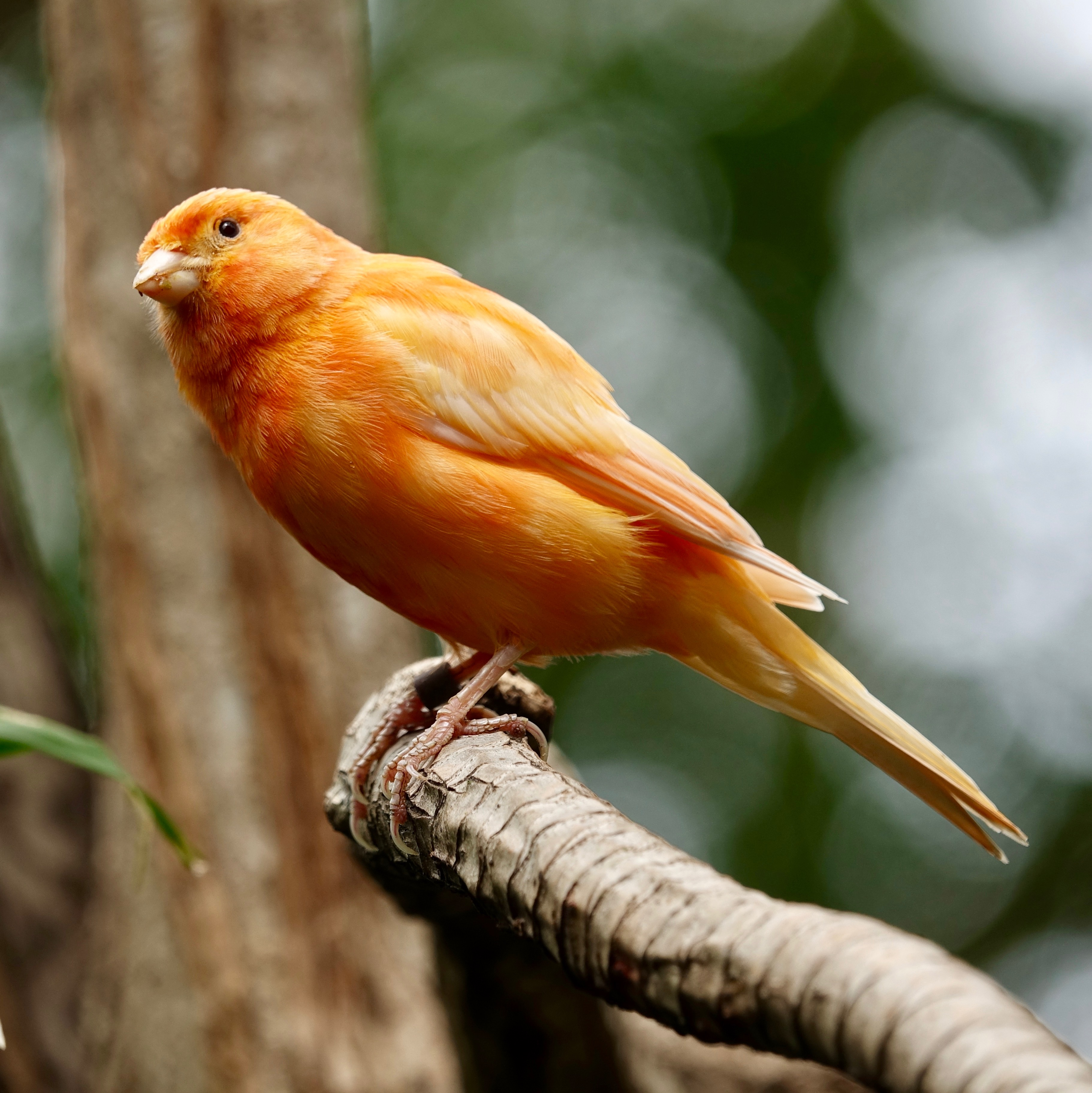
házi kanári (Serinus canaria domestica)
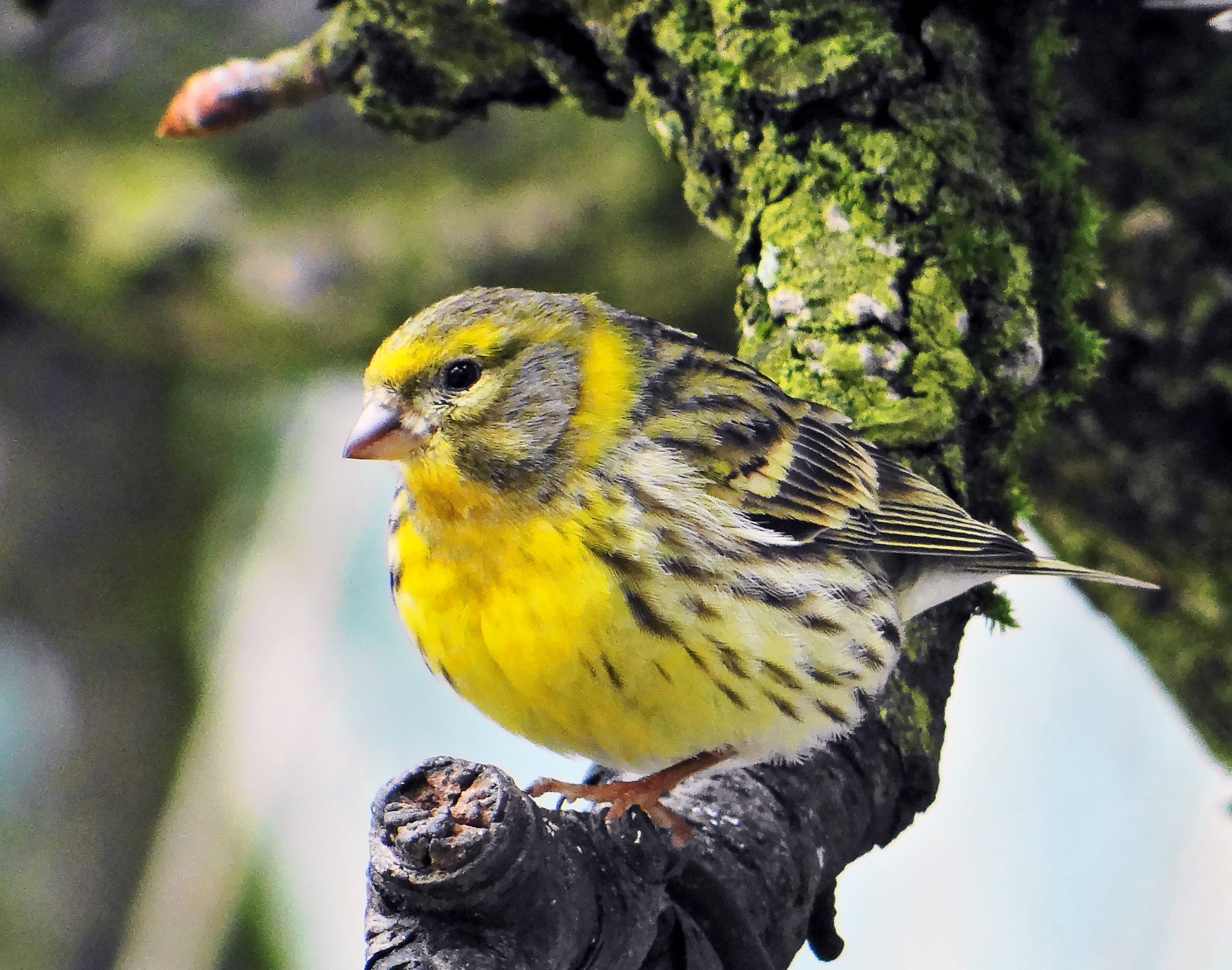
csicsörke (Serinus serinus)
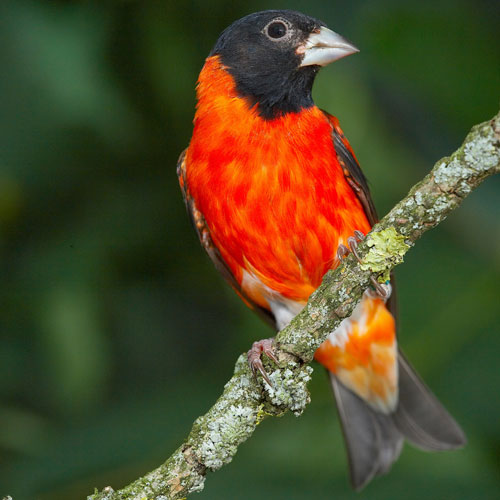
tűzcsíz (Spinus cucullatus)
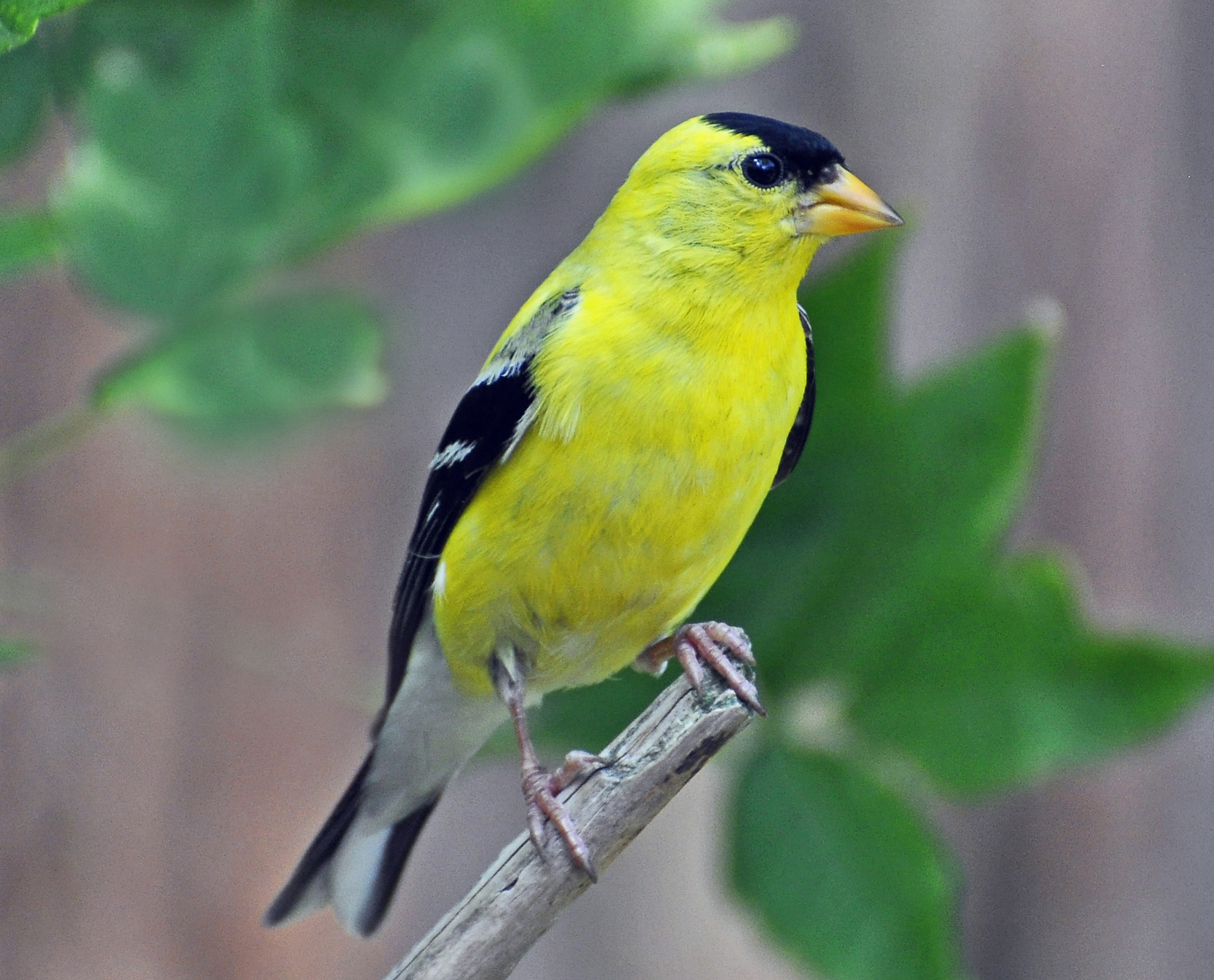
aranycsíz (Spinus tristis)